# Kanal (Wagenplatz)

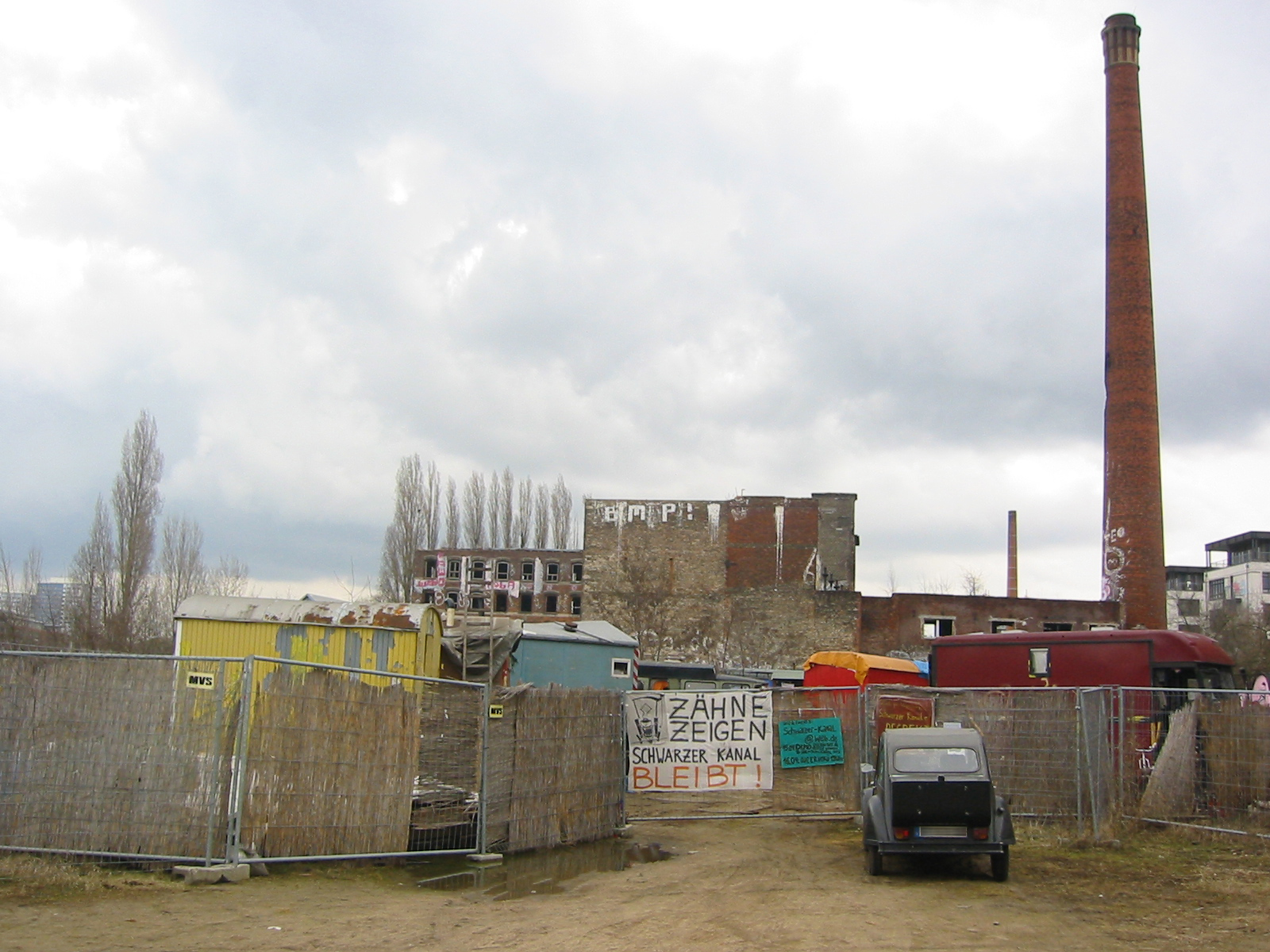
Wagenburg Schwarzer Kanal am ehemaligen Standort in Berlin-Kreuzberg, 2006

Der Kanal (bis 2016: Wagenburg Schwarzer Kanal) ist ein queerer Wagenplatz in Berlin. Er wurde 1989 am Mariannenplatz in Kreuzberg gegründet und zog nach dem Mauerfall 1990 an die Spree nach Berlin-Mitte. Er musste aber 2010 ein neues Areal beziehen. Er befindet sich seitdem in der Kiefholzstraße im Ortsteil Alt-Treptow.

## Geschichte
Der Schwarze Kanal entstand 1989 im Schatten der Berliner Mauer auf Ostterritorium, dass sich allerdings auf der Westseite in Kreuzberg befand. Nach dem Mauerfall zog er 1990 am Engeldamm 2 auf ein Gelände an der Schillingbrücke in unmittelbarer Nähe des ebenfalls autonomen Wohnprojekts und Kulturzentrums Köpi. In dieser Zeit entstand auch der Name Schwarzer Kanal, frei nach dem antikapitalistischen Magazin von Karl-Eduard von Schnitzler in der ehemaligen DDR. Einige Wagenplätze, darunter auch der Schwarze Kanal, waren im Zuge der Umstrukturierungen in Berlin zur neuen Hauptstadt von Räumung bedroht. Nachdem Bebauungspläne für die Gelände bekannt wurden, organisierten etliche Berliner Wagenplätze, darunter der Schwarze Kanal, 1995 einen Runden Tisch, um auf ihre Lage aufmerksam zu machen und nachhaltige Duldungen zu erreichen. Die Verhandlungen verliefen jedoch ohne Erfolg. 1996 organisierten die Wagenbewohner bundesweite Wagentage in Berlin unter dem Motto „Stadt im Spiel“. Sie wurden von zahlreichen Protesten und Aktionen begleitet. Im Jahr 2002 wurde auf der Fläche die neue Verdi-Bundeszentrale errichtet. Die Bewohner folgten daher im September 2002 einem Angebot des Bauunternehmens Hochtief und zogen auf eine Brachfläche am Spreeufer in der Michaelkirchstraße. Ein Gebrauchsgestattungsvertrag sicherte die Nutzung von 3500 Quadratmetern bis zum März 2005. Gegen diese Nutzung klagten die benachbarten Office Grundstücksverwaltungsgesellschaft und das Deutsche Architekturzentrum wegen angeblicher Wertminderung kurz nach dem Umzug. Im Oktober und Januar wurde der Klage gegen Hochtief vom Verwaltungs- und Oberverwaltungsgericht entsprochen. Die Bewohner des Schwarzen Kanals räumten Ende April einen Teil des Grundstücks. Am 9. Mai 2005 besetzten einige der Wagenburgler kurzzeitig eine Brachfläche in der Friedrichshainer Richard-Sorge-Straße, um auf ihre Situation aufmerksam zu machen. Der Rechtsstreit dauerte bis 2007 an.
Hochtief erwarb das Grundstück, auf dem sich der Schwarze Kanal bis Ende März 2010 befand, von der Bundesanstalt für Immobilienaufgaben. Der Verkauf erfolgte mit der Auflage einer Bebauung bis 2010, deshalb wurde der Vertrag mit dem Schwarzen Kanal zum 31. Dezember 2009 gekündigt.
Ende Oktober 2009 wurden nun Aktionstage unter dem Motto „Queer & Rebel“ auf verschiedenen Wagenplätzen organisiert, um auf die Lage des Schwarzen Kanals aufmerksam zu machen. Darunter war auch eine Demonstration von rund 600 Personen am 24. Oktober 2009. Ein leerstehendes Schulgelände in der Adalbertstraße wurde für ein Wochenende besetzt. Das Schulgelände gehörte dem Berliner Liegenschaftsfonds, der frühere städtische Grundstücke verwaltet, verkauft und versteigert. Die Besetzung führte dazu, dass zum ersten Mal seitens des Liegenschaftsfonds Ersatzgrundstücke angeboten wurden. Die für Januar 2010 angedrohte Räumung durch Hochtief konnte bis März 2010 verzögert werden. Der Schwarze Kanal verließ den alten Platz an der Michaelkirchstraße und bezog ein Ersatzgelände in der Kiefholzstraße 74 in Alt-Treptow.
Die Baufirma konnte nun den geplanten Verwaltungsbau für die Mitarbeiter ihrer Berliner Tochtergesellschaften auf dem Grundstück in Berlin-Mitte errichten.
Im Februar 2016 benannte sich der Wagenplatz in Kanal um und begründete dies damit, dass der bisherige Name rassistisch gewesen sei.

## Beschreibung und Aktivitäten
Auf dem Wagenplatz wohnen rund 25 Personen. Seit den 1990er Jahren finden regelmäßig nichtkommerzielle Veranstaltungen statt. Dazu gehören ein Varieté mit offener Bühne, aus dem später ein Queer-Varieté wurde, ein Freiluftkino, Vokü und verschiedene Konzerte. Bereits 2009 wurden auf dem einstigen Gelände das queere Filmfestival entzaubert (Juni), das feministische LaD.I.Y.fest (Juli) und das queere Musikfestival upyourears (September) organisiert. Mit dem Transgenialen CSD gibt es eine feste Zusammenarbeit. Regelmäßig wird ein Fahrradworkshop veranstaltet; zweimal im Monat findet dieser mit Bewohnern des Flüchtlingsheims Hennigsdorf statt.
Die vorherigen Standorte des Wagenplatzes lagen im Bereich des Investorenprojektes Mediaspree. Die Bewohner des Schwarzen Kanals engagieren sich gegen Mediaspree im Rahmen der Kampagnen Mediaspree versenken und Megaspree.